# Lynette Yiadom-Boakye
Lynette Yiadom-Boakye (* 1977 in London, England) ist eine ghanaisch-britische Künstlerin, Autorin und Malerin. Sie ist vor allem für ihre Porträts von imaginären oder aus gefundenen Gegenständen abgeleiteten Personen bekannt, die in gedeckten Farben gemalt sind. Ihr Werk hat zur Renaissance der Malerei der Schwarzen Figur beigetragen. Ihre Bilder werden regelmäßig international in Einzelausstellungen präsentiert.

## Leben
Yiadom-Boakyes Eltern stammen beide aus Ghana und arbeiteten als Krankenpfleger in London. Yiadom-Boakye schloss das Falmouth College of Arts, heute Falmouth University ab und erhielt 2003 einen Magistertitel an der Londoner Royal Academy of Arts.

## Werk
Lynette Yiadom-Boakyes Malstil hat eine bewusst gewählte nächtliche Farbgebung und sie porträtiert ausschließlich schwarze Menschen. Mit ihrer expressiven Representation der menschlichen Figur, untersucht die Künstlerin einerseits formale Mechanismen des Mediums Malerei und deckt andererseits politische und psychologische Dimensionen in ihrem Werk auf. Lynette Yiadom-Boakye malt ausschließlich fiktionale Charaktere. Die Figuren sind absichtlich keiner Zeit und keinem Ort zuordenbar. Dazu meint die Künstlerin in einem Gespräch: “People ask me, ‘Who are they, where are they?’ What they should be asking is ‘What are they?’” Sie nutzt für ihre Bilder Techniken der Ölmalerei auf Leinwand und das Ausdruckspotenzial ihrer Bilder, das jenseits des Konzepts Porträts steht. Dieses Verfahren wird in der Kunstgeschichte als Tronie bezeichnet. Die meisten ihrer Gemälde stellt sie an einem Tag fertig.
Die Ausstellungsdirektorin der Tate Britain, Andrea Schlieker, schreibt 2020 im Katalog der Ausstellung Fly in League with the Night: „Sie (die Künstlerin) erklärt Ruhe zu einer Form des Widerstands, Gelassenheit zum sinnstiftenden Akt.“ Das Magazin The Guardian beschreibt Yiadom-Boakyes Werk: „Es ist, als wäre man falsch abgebogen und in den Galerien des 18. Jahrhunderts gelandet. Nur dass die Schwarzen, die in diesen Porträts nur unterwürfige Nebenrollen spielten, jetzt im Vordergrund stehen und die hohe spirituelle Ebene einnehmen, die einst den weißen Gesichtern in der Kunst vorbehalten war.“
Bei einem Besuch von Rolf Lauter in London, um mit William Feaver das Projekt Direkte Malerei in der Kunsthalle Mannheim zu besprechen, erwähnte Feaver Lynette Yiadom-Boakye. Lauter traf sie in ihrem Studio und wählte spontan 10 Bilder für die Mannheimer Ausstellung aus. In den folgenden Jahren bis 2007 wurden ihre Werke mehrfach in Einzel- und Gruppenpräsentationen der Kunsthalle gezeigt.
Yiadom-Boakye schreibt auch Kurzgeschichten und veröffentlicht diese gemeinsam mit Abbildungen ihrer Malereien. Sie stehen aber nicht in direktem Bezug zueinander. In einem Interview mit der Time Out sagte sie: „Ich male nicht über das Schreiben oder schreibe über die Malerei. Es ist genau das Gegenteil: Ich schreibe über die Dinge, die ich nicht malen kann, und ich male die Dinge, über die ich nicht schreiben kann.“
2018 wurde Lynette Yiadom-Boakye mit dem Carnegie Prize ausgezeichnet, und 2012 erhielt sie den Pinchuk Foundation Future Generation Prize. 2013 stand sie auf der Shortlist für den Turner Preis.

## Preise und Auszeichnungen
- 2012: Pinchuk Foundation Future Generation Preis
- 2013: Nominierung zum Turner-Preis
- 2018: Carnegie Preis

## Ausstellungen
- Direkte Malerei / Direct Painting. Unmittelbare Bildwelten zwischen Abstraktion und Figuration. 40 Positionen internationaler zeitgenössischer Malerei. Die neue Kunsthalle IV, Kunsthalle Mannheim, 06.11.2004 – 01.05.2005.
- Full House: Gesichter einer Sammlung / Faces of a Collection, Kunsthalle Mannheim, 02.04. – 04.09.2006.
- Bienal Internacional de Arte Contemporáneo de Sevilla, 2006.
- 7th Gwangju Biennale, kuratiert von Okwui Enwezor, Gwangju, Südkorea, 2008.
- M25. Around London, kuratiert von Barry Schwabsky, Centro Cultural Andratx, Mallorca, Spanien, 2008.
- Flow, Studio Museum in Harlem, New York City, USA, 2010.
- Essays and Letters, Gallery Michael Stevenson, Kapstadt, Südafrika, 2010.
- Chisenhale Gallery, London, 2012.
- Whitechapel Art Gallery, London, 2014/2015.
- A Passion to a Principle, Kunsthalle Basel, Schweiz, 2016/2017
- Under-Song For A Cipher, New Museum of Contemporary Art, New York City, USA, 2017
- Lynette Yiadom-Boakye, Tate, London, Großbritannien, 2020[9][10]
- Fliegen im Verbund mit der Nacht, Kunstsammlung Nordrhein-Westfalen, 16.10.2021 – 13.02.2022.[11]
- Fly In League With The Night, Mudam Luxemburg, 01.04.2022 – 05.09.2022.[12]